# Іглінг
Іглінг (нім. Igling) — громада в Німеччині, розташована в землі Баварія. Підпорядковується адміністративному округу Верхня Баварія. Входить до складу району Ландсберг. Центр об'єднання громад Іглінг.
Площа — 26,37 км2. Населення становить 2527 ос. (станом на 31 грудня 2020).